# Саут Дејтон (Њујорк)
Саут Дејтон (енгл. South Dayton) град је у америчкој савезној држави Њујорк.

## Демографија
По попису из 2010. године број становника је 620, што је 42 (-6,3%) становника мање него 2000. године.
| Група             | 2000.       | 2010.       |
| Белци             | 638 (96,4%) | 592 (95,5%) |
| Афроамериканци    | 2 (0,3%)    | 2 (0,3%)    |
| Азијати           | 0 (0,0%)    | 2 (0,3%)    |
| Хиспаноамериканци | 10 (1,5%)   | 8 (1,3%)    |
| Укупно            | 662         | 620         |